# Mus spicilegus
Il topo delle steppe (Mus spicilegus Petény, 1882) è un roditore della famiglia dei Muridi diffuso nell'Europa orientale.

## Descrizione

### Dimensioni
Roditore di piccole dimensioni, con la lunghezza della testa e del corpo tra 55 e 93 mm, la lunghezza della coda tra 50 e 75 mm, la lunghezza del piede tra 14 e 17,5 mm, la lunghezza delle orecchie tra 9 e 14 mm e un peso fino a 20 g.

### Aspetto
Le parti superiori sono generalmente grigiastre, mentre le parti ventrali e le zampe variano dal grigiastro al biancastro. Le orecchie sono rotonde. La coda è più corta della testa e del corpo, è brunastra sopra e biancastra sotto.

## Biologia

### Comportamento
È una specie terricola. In autunno gruppi di 4-14 individui costruiscono particolari tumuli, localmente chiamati kurgans, nei quali immagazzinano cibo e vi dimorano durante i periodi più freddi. Il loro diametro varia tra 50 e 400 cm, sebbene comunemente sono larghi 100–130 cm. Possono contenere fino a 10 kg di granaglie e raggiungere una densità fino a 100 tumuli per ettaro.

### Alimentazione
Si nutre di granaglie e semi.

### Riproduzione
Si riproduce stagionalmente. In Ucraina le nascite avvengono tra febbraio e ottobre. Le femmine danno alla luce 4-11 piccoli almeno 4-5 volte durante la stagione riproduttiva.

## Distribuzione e habitat
Questa specie è diffusa nell'Europa orientale, dall'Austria orientale fino ai confini orientali tra Ucraina e Russia. Una popolazione isolata è stata localizzata lungo le coste adriatiche dal Montenegro fino alla Grecia nord-occidentale.
Vive in diversi habitat, incluse le steppe, i pascoli, le colture, i frutteti e i margini dei boschi fino a 200 metri di altitudine. Evita le foreste e gli insediamenti umani.

## Tassonomia
Sono state riconosciute 2 sottospecie:
- M.s.spicilegus: Austria orientale, Ungheria, Slovacchia sud-occidentale e sud-orientale; Serbia, Romania occidentale, meridionale e orientale, Bulgaria settentrionale, Moldova, Ucraina meridionale, orientale e Crimea; oblast' di Voronež e di Rostov nella Russia sud-occidentale.
- M.s.adriaticus (Kristufek & Macholan, 1998): Coste adriatiche e ioniche del Montenegro, dell'Albania e della Grecia nord-occidentale.

## Conservazione
La IUCN Red List, considerato che questa specie è largamente diffusa all'interno del suo areale, sebbene risulti in declino in alcune zone, classifica M.spicilegus come specie a rischio minimo (Least Concern).